# 테일러 암스트롱
테일러 암스트롱(Taylor Armstrong, 1971년 1월 10일 ~ )은 미국의 사교계 인사, 작가, 자선가이다.